# Rothus
Rothus is een geslacht van spinnen uit de  familie van de kraamwebspinnen (Pisauridae).

## Soorten
- Rothus auratus Pocock, 1900
- Rothus purpurissatus Simon, 1898
- Rothus vittatus Simon, 1898